# Аптека-музей Иоганна Зега
Аптека-музей Иоганна Зега — музей, расположенный в бориславском городском парке культуры и отдыха, оборудован под аптеку изобретателя нефтяной промышленности Иоганна Зега.

## История создания
Аптека-музей Иоганна Зега была создана в два этапа: с 2019 года обустраивали участок под локацию и выполняли строительные работы, 2020 год был посвящён поискам информации, экспонатов и наполнению музейного пространства. Смета проекта «Установление аптеки-музея мирового изобретателя нефтяной промышленности Иоганна Зега» составила более полумиллиона гривен. Воплощался проект в рамках Программы поддержки инициатив местных карпатских общин, которую реализует ассоциация «Еврорегион Карпаты-Украина».
Официальное открытие музея состоялось 27 января 2021 года в Бориславском городском парке культуры и отдыха.
Экспонаты музея иллюстрируют не только развитие аптечного дела и фармацевтики, но и историю города Борислава, нефтедобычи и нефтепереработки, инженерного дела, добычи и переработки озокерита.

## Экспозиция
- Модель прибора для разделения нефти на фракции (модель дистиллятора, установленного во львовской аптеке «Под золотой звездой» на улице Коперника, 1).
- Штангласы из аптек Борислава начала XX века[5];
- Аптечные препараты и масла;
- Коллекция керосиновых ламп разных эпох;
- Перепечатки фотографий конца XIX — начала ХХ вв[6].
- Экспонаты, связанные с историей и жизнью Иоганна Зега[7].

## Историческое обоснование
Иоганн Зег стал одним из первых исследователей Бориславской нефти, а также фактическим изобретателем технологии её рафинирования (разделения) на фракции. Ещё в 1853 году он разработал схему и сам прибор дистилляции рапы нефтяной, что не только дало старт нефтяной и озокеритовой отрасли промышленности, но и стало мощным фактором экономического развития Галиции и Австро-Венгерской монархии. Нефть, озокерит и продукты их переработки принесли Бориславу мировую славу именно благодаря разработкам Иоганна Зега.
Иоганн Зег жил в Бориславе с 1876 года, где открыл свою аптеку «Звезда» на улице Панской (современная улица Шевченко, 12). 25 января 1897 года Зег умер, его похоронили в Бориславе, впрочем, ни его могила, ни здание аптеки не сохранились.

## Галерея

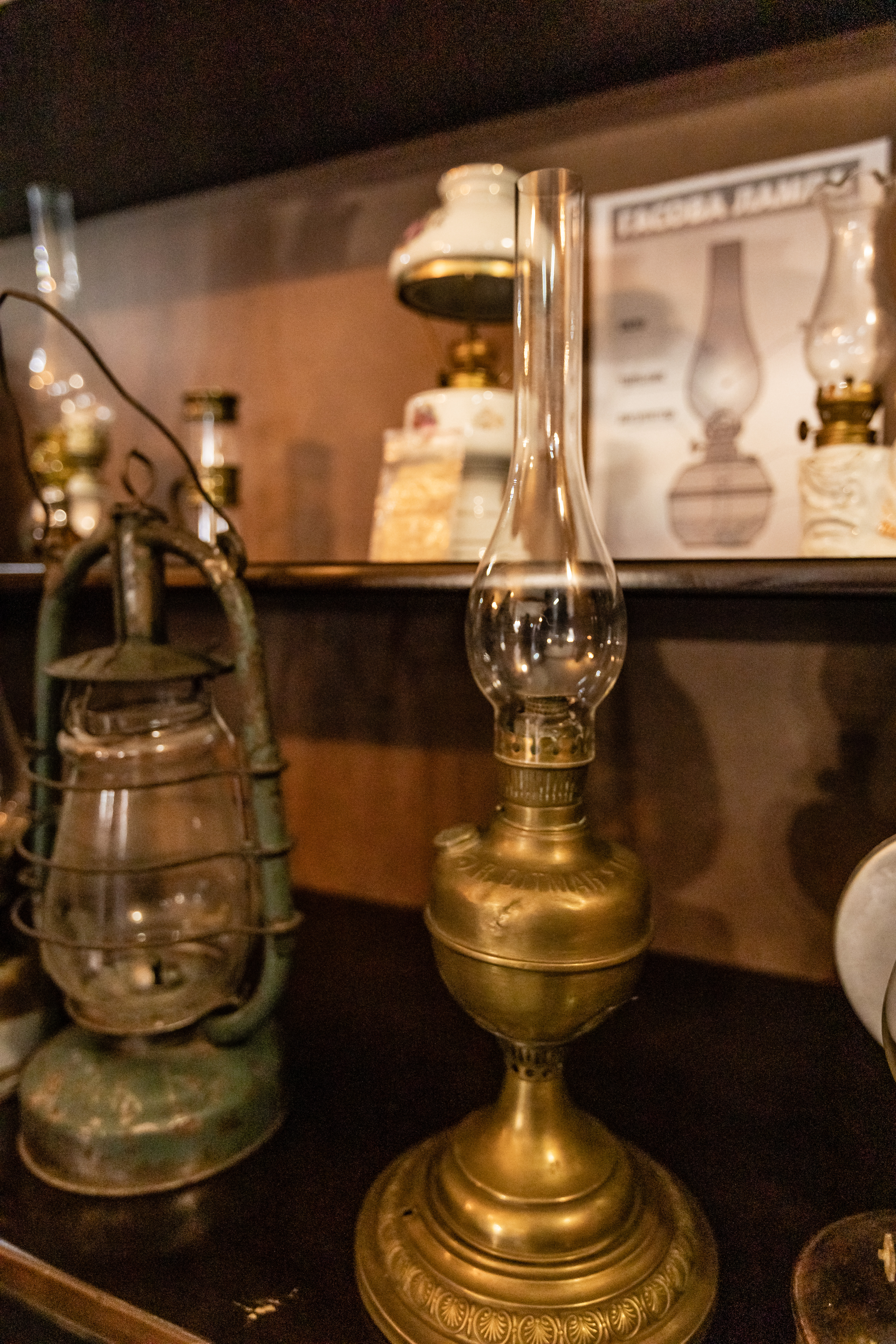
Керосиновые лампы и схема структуры швейцарской керосиновой лампы из аптеки-музея Иоганна Зега
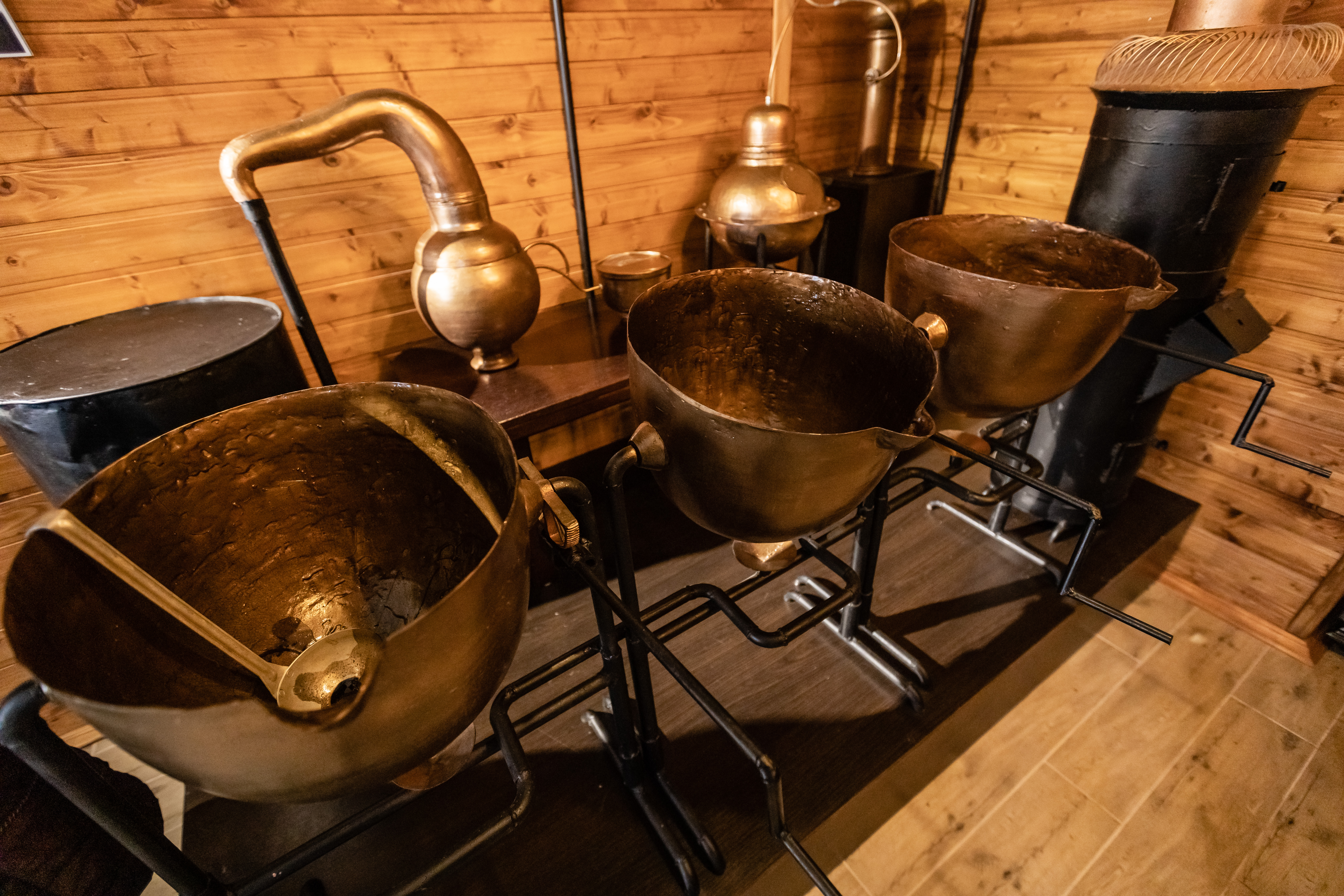
Макет дистиллятора нефти, на котором был дистиллирован керосин Иоганном Зегом
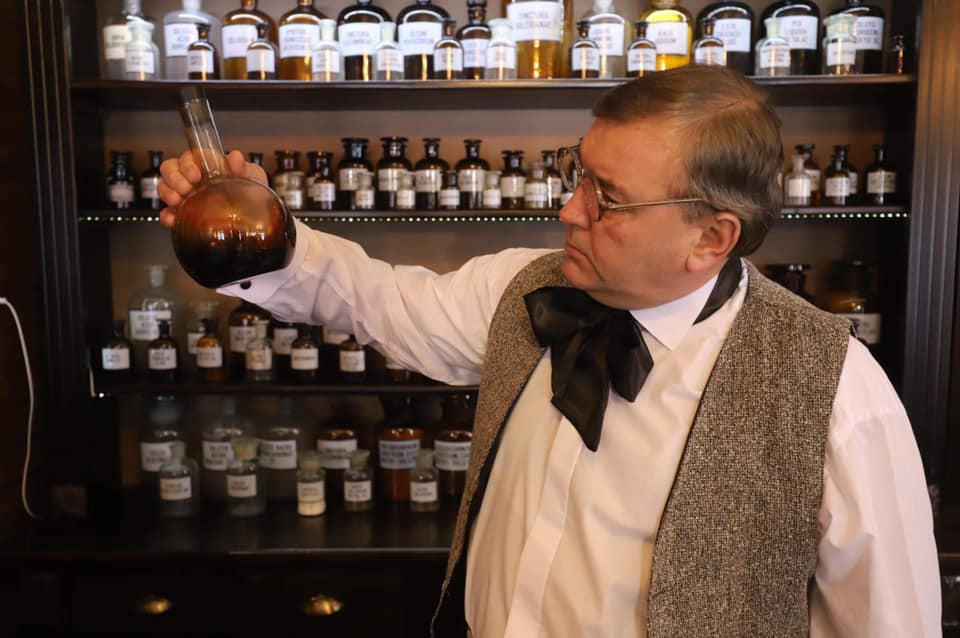
Один из моментов театрального представления, сыгранного при открытии аптеки-музея Иоганна Зега 21 января 2021 года
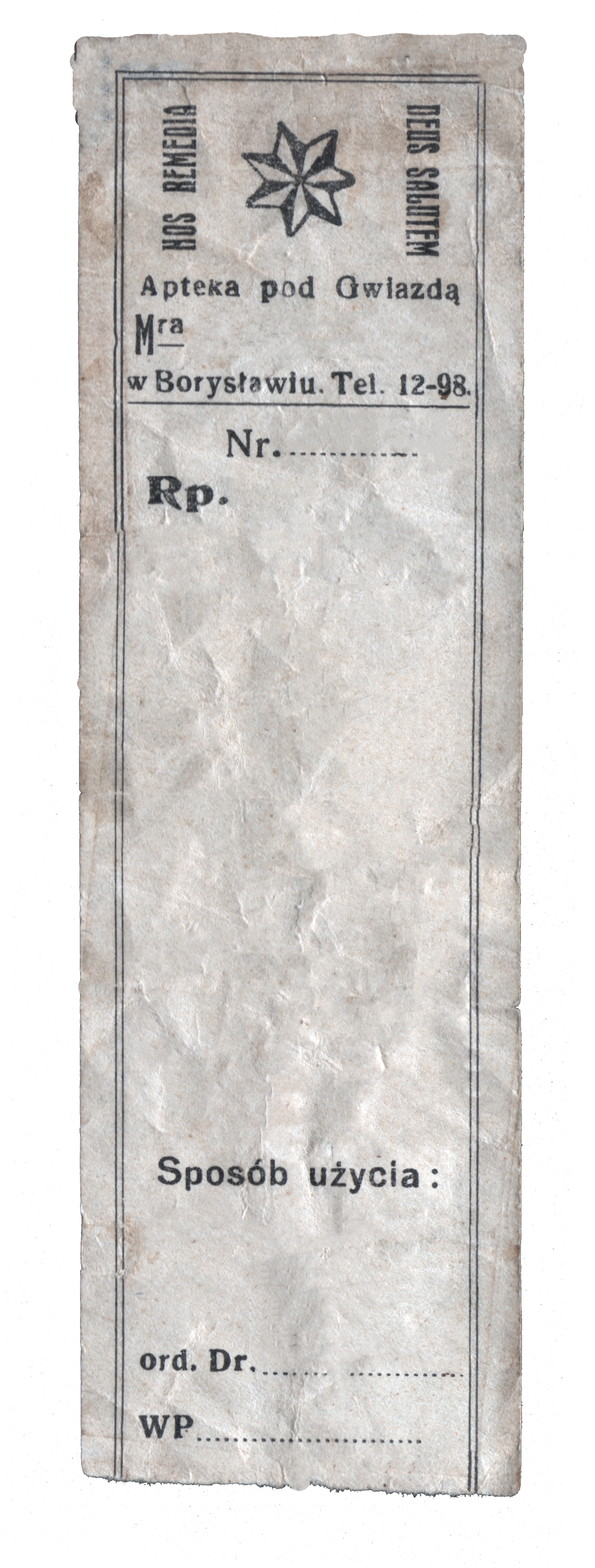
Рецепт из бориславской аптеки "под звездой"